# Wasilij Struwe
Wasilij Wasiljewicz Struwe (ur. 21 stycznia 1889 w Petersburgu, zm. 15 września 1965 tamże) – historyk radziecki, profesor uniwersytetu w Leningradzie, twórca radzieckiej szkoły badaczy starożytnego Wschodu. Członek Akademii Nauk ZSRR.